# Luis Benedico Siso
Luis Benedico Siso (Barcelona, 2 d'abril de 1921 - Barcelona, 28 de febrer de 1986) fou un futbolista català de la dècada de 1940.

## Trajectòria
Va jugar al FC Barcelona durant la Guerra Civil. Finalitzada la mateixa defensà els colors de nombrosos clubs modestos catalans, com la UA Horta, la UE Figueres, el CF Reddis, el CF Amposta, el Reus Deportiu i l'AD Guíxols.
El seu germà Antonio Benedico Siso també fou futbolista.

## Palmarès
- Campionat de Catalunya de futbol:
  - 1937-38